# Liste de barrages sur le bassin du Columbia

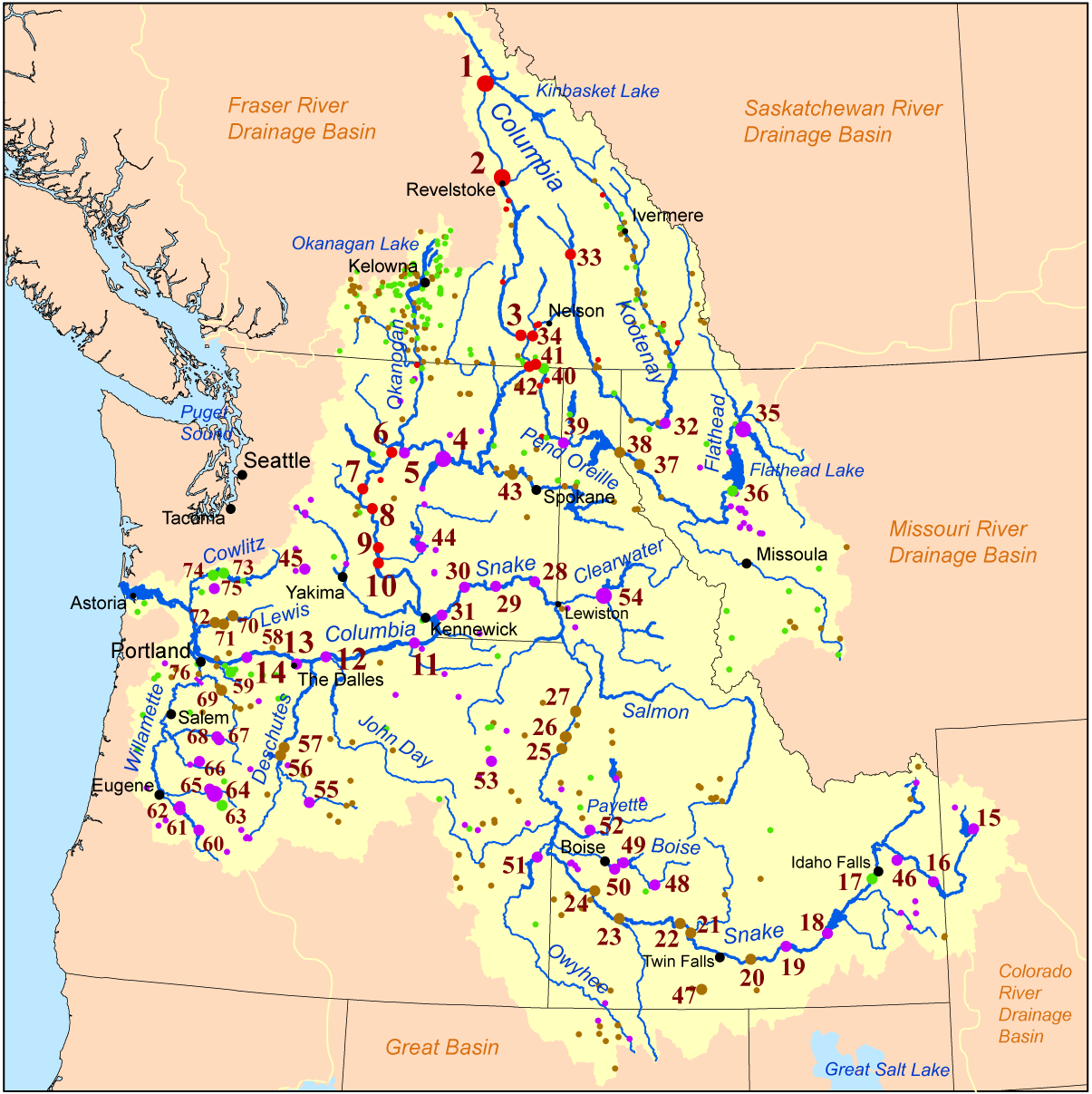
Aménagements hydrauliques du bassin du Columbia par propriétaire (couleur) et importance (taille du cercle).
Gouvernement fédéral
Entreprise de travaux publics (exemple : BC Hydro)
État, province ou local
Privé

Liste de barrages sur le bassin du Columbia classés de l'amont à l'aval sur le fleuve Columbia et la rivière Snake.

## Columbia
| Nom                           | Puissance (MW) | Rang | Situation            | Début de construction | Date d'achèvement | Lac de barrage formé                |
| ----------------------------- | -------------- | ---- | -------------------- | --------------------- | ----------------- | ----------------------------------- |
| Barrage Mica                  | 1 805          | 5    | Colombie-Britannique | 1964                  | 1973              | Lac Kinbasket                       |
| Barrage de Revelstoke         | 1 980          | 4    | Colombie-Britannique | 1964                  | 1984              | Lac Revelstoke                      |
| Barrage de Keenleyside        | 185            | 14   | Colombie-Britannique | 1964                  | 1968              | Lacs Arrow                          |
| Barrage de Grand Coulee       | 6 809          | 1    | Washington           | 1933                  | 1951              | Lac Franklin D. Roosevelt Lac Banks |
| Barrage de Chef Joseph        | 2 620          | 2    | Washington           | 1946                  | 1955              | Lac Rufus Woods                     |
| Barrage Wells                 | 840            | 12   | Washington           |                       | 1967              | Lac Pateros                         |
| Barrage Rocky Reach           | 1 287          | 7    | Washington           | 1956                  | 1961              | Lac Entiat                          |
| Barrage Rock Island           | 660            | 13   | Washington           | 1929                  | 1953              | Rock Island Pool                    |
| Barrage Wanapum               | 1 038          | 9    | Washington           | 1959                  | 1963              | Lac Wanapum                         |
| Barrage des rapides de Priest | 955            | 11   | Washington           | 1950                  | 1961              | Lac Priest Rapids                   |
| Barrage McNary                | 980            | 10   | Washington et Oregon | 1941                  | 1954              | Lac Wallula                         |
| Barrage John Day              | 2 160          | 3    | Washington et Oregon | 1958                  | 1971              | Lac Umatilla                        |
| Barrage de The Dalles         | 1 780          | 6    | Washington et Oregon |                       | 1960              | Lake Celilo                         |
| Barrage de Bonneville         | 1 050          | 8    | Washington et Oregon |                       | 1937              | Lac Bonneville                      |
| Total                         | 24 149         |      |                      |                       |                   |                                     |

## Snake
| Nom                      | Hauteur | But                          | Puissance (MW) | Date d'achèvement   | Propriétaire          | Lac de barrage formé | Notes                      |
| ------------------------ | ------- | ---------------------------- | -------------- | ------------------- | --------------------- | -------------------- | -------------------------- |
| Barrage Ice Harbor       | 63,4 m  | Navigation, hydroélectricité | 603            | 1962                | USACE                 | Lac Sacajawea        |                            |
| Barrage Lower Monumental | 30,5 m  | Navigation Hydroélectricité  | 810            | 1969                | USACE                 | Lac Herbert G. West  |                            |
| Barrage Little Goose     | 29,9 m  | Navigation Hydroélectricité  | 810            | 1970                | USACE                 | Lac Bryan            |                            |
| Barrage Lower Granite    | 30,5 m  | Navigation Hydroélectricité  | 810            | 1972                | USACE                 | Lac Lower Granite    |                            |
| Barrage Hells Canyon     | 101 m   | Hydroélectricité             | 391            | 1967                | Idaho Power Company   | Lac Hells Canyon     | Pas d'échelles à poissons. |
| Barrage Oxbow            | 53,3 m  | Hydroélectricité             | 190            | 1961                | Idaho Power Company   | Lac Oxbow            |                            |
| Barrage Brownlee         | 128 m   | Hydroélectricité             | 585.4          | 1958                | Idaho Power Company   | Lac Brownlee         |                            |
| Barrage Swan Falls       | 32,6 m  | Hydroélectricité             |                | 1901                | Idaho Power Company   |                      |                            |
| Barrage de C. J. Strike  | 35,1 m  | Hydroélectricité             | 82.8           | 1952                | Idaho Power Company   | Lac C. J. Strike     |                            |
| Barrage Bliss            | 21,3 m  | Hydroélectricité             |                | 1950                | Idaho Power Company   |                      | Mid-Snake Project.         |
| Barrage Milner           | 22,3 m  | Irrigation Hydroélectricité  |                | 1905                | Milner Dam, Inc.      | Lac Milner           |                            |
| Barrage Minidoka         | 26,2 m  | Irrigation Hydroélectricité  |                | 1906                | Bureau of Reclamation | Lac Walcott          | Minidoka Project.          |
| Barrage American Falls   | 31,5 m  | Irrigation                   |                | 1927, replaced 1978 | Bureau of Reclamation | Lac American Falls   | Minidoka Project.          |
| Barrage Gem State        | 12,2 m  | Irrigation Hydroélectricité  |                | 1988                | Ville d'Idaho Falls   |                      |                            |
| Barrage de lac Jackson   | 19,8 m  | Irrigation                   |                | 1916, upgraded 1989 | Bureau of Reclamation | Lac Jackson          | Minidoka Project.          |